# Roman Bohnen
Roman Aloys Bohnen (* 24. November 1901 in Saint Paul, Minnesota; † 24. Februar 1949 in Hollywood, Kalifornien) war ein US-amerikanischer Schauspieler.

## Leben und Karriere
Nach dem Besuch der University of Minnesota wandte Roman Bohnen sich der Schauspielerei zu. Er arbeitete zunächst in seiner Heimatstadt Paul und später für fünf Jahre in Chicago, hier für fünf Jahre am bekannten Goodman Theatre. Am Broadway war er erstmals im März 1931 im Stück As Husbands Go zu sehen. Ab 1932 war er Mitglied des progressiven Group Theatres, welches erstmals die Schauspieltheorien von Konstantin Stanislawski in den USA bekannt machte. In den 1930er-Jahren spielte Bohnen in einer Vielzahl von Broadway-Produktionen, darunter mit dem Group Theatre in mehreren Uraufführungen von Clifford Odets’ Stücken.
Ende der 1930er Jahre wurde er vom Filmproduzenten Walter Wanger nach Hollywood geholt. In Hollywood machte er erstmals mit der Darstellung des Candy in Von Mäusen und Menschen (1939), der Lewis-Milestone-Verfilmung des gleichnamigen Romans von John Steinbeck, auf sich aufmerksam. In den 1940er Jahren spielte er Nebenrollen in zahlreichen starbesetzten Hollywood-Filmen, unter anderem als ärmlicher Vater der Heiligen Bernadette (gespielt von Jennifer Jones) in Das Lied von Bernadette (1943) sowie als Vater des von Dana Andrews verkörperten Kriegsveterans in Die besten Jahre unseres Lebens (1946). Meist verkörperte er dabei denselben Rollentypus: „Als schmächtig wirkender, frühzeitig gealterter Mann mit einer ängstlich klingenden Stimme, wurde Bohnen üblicherweise als der Welt überdrüssiger alter Verlierer oder als wohlmeinende, aber machtlose Autoritätsfigur besetzt.“ 1944 hatte er eine für ihn eher ungewöhnliche Rolle als Ernst Röhm im Anti-Nazi-Propagandastreifen The Hitler Gang (1944).
Roman Bohnen war Mitbegründer der Schauspielschule Actors Lab in Los Angeles, die unter anderem von Marilyn Monroe besucht wurde. Kurz vor seinem Tod geriet er in der McCarthy-Ära unter Verdacht, ein Kommunist zu sein. Bohnen starb im Februar 1949 mit nur 47 Jahren während einer Bühnenaufführung im Actors Lab. Sein früher Tod wurde von Freunden oft dem Druck zugeschrieben, den das Komitee für unamerikanische Umtriebe auf den Schauspieler ausübte.
Roman Bohnen war von 1930 bis zu ihrem Tod 1941 mit der Schauspielerin Hildur Marion Ourse verheiratet, sie hatten eine gemeinsame Tochter. Er wurde auf dem Holy Cross Cemetery in Culver City beigesetzt.

## Filmografie
- 1937: Für Sie, Madame … (Vogues of 1938)
- 1937: 52nd Street
- 1939: Von Mäusen und Menschen (Of Mice and Men)
- 1941: So Ends Our Night
- 1941: Ghost Treasure (Kurzfilm)
- 1941: They Dare Not Love
- 1941: The Tell-Tale Heart (Kurzfilm)
- 1941: Sprechstunde für Liebe (Appointment for Love)
- 1942: The Bugle Sounds
- 1942: Young America
- 1942: The Affairs of Jimmy Valentine
- 1942: Grand Central Murder
- 1943: The Hard Way
- 1943: Aufstand in Trollness (Edge of Darkness)
- 1943: Botschafter in Moskau (Mission to Moscow)
- 1943: Das Lied von Bernadette (The Song of Bernadette)
- 1943: Interrogation of Enemy Airmen (Dokumentar-Kurzfilm)
- 1944: The Hitler Gang
- 1944: The Hairy Ape
- 1944: None But the Lonely Heart
- 1945: Counter-Attack
- 1945: A Bell for Adano
- 1946: In Ketten um Kap Horn (Two Years Before the Mast)
- 1946: Miss Susie Slagle's
- 1946: Deadline at Dawn
- 1946: The Hoodlum Saint
- 1946: Winter Wonderland
- 1946: Die seltsame Liebe der Martha Ivers (The Strange Love of Martha Ivers)
- 1946: Mr. Ace
- 1946: Die besten Jahre unseres Lebens (The Best Years of Our Lives)
- 1947: California
- 1947: Zelle R 17 (Brute Force)
- 1947: Clara Schumanns große Liebe (Song of Love)
- 1947: For You I Die
- 1948: Open Secret
- 1948: Triumphbogen (Arch of Triumph)
- 1948: Die Nacht hat tausend Augen (Night Has a Thousand Eyes)
- 1948: Johanna von Orleans (Joan of Arc)
- 1949: Your Show Time (Fernsehserie, Folge 1x03)
- 1949: Kazan
- 1949: Kleine Spiele aus Übersee (Fireside Theater, Fernsehserie, Folge 1x10)
- 1949: Der Mann, der zu Weihnachten kam (Mr. Soft Touch)